# Plataforma de teste (aviação)

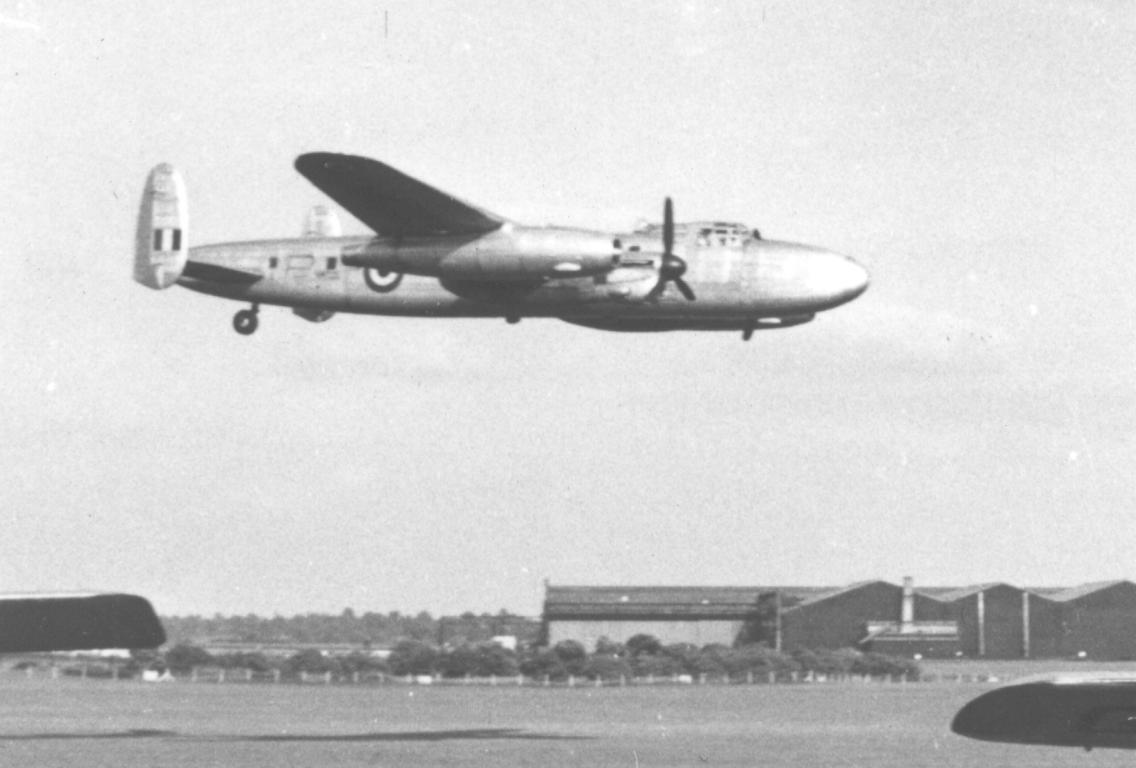
Motor Sapphire turbojato montado em uma plataforma de teste Avro 691 Lancastrian (posição externa na asa), em junho de 1954

Uma plataforma de teste, na aviação (do inglês testbed aircraft), é um avião, helicóptero ou outro tipo de aeronave, especialmente modificado a partir de aeronaves de produção em série, que destina-se a testes de desenvolvimento em voo. Nos testes em voo são analisados os comportamentos estruturais da aeronave, motores ou qualquer outro equipamento a bordo.

## Utilização

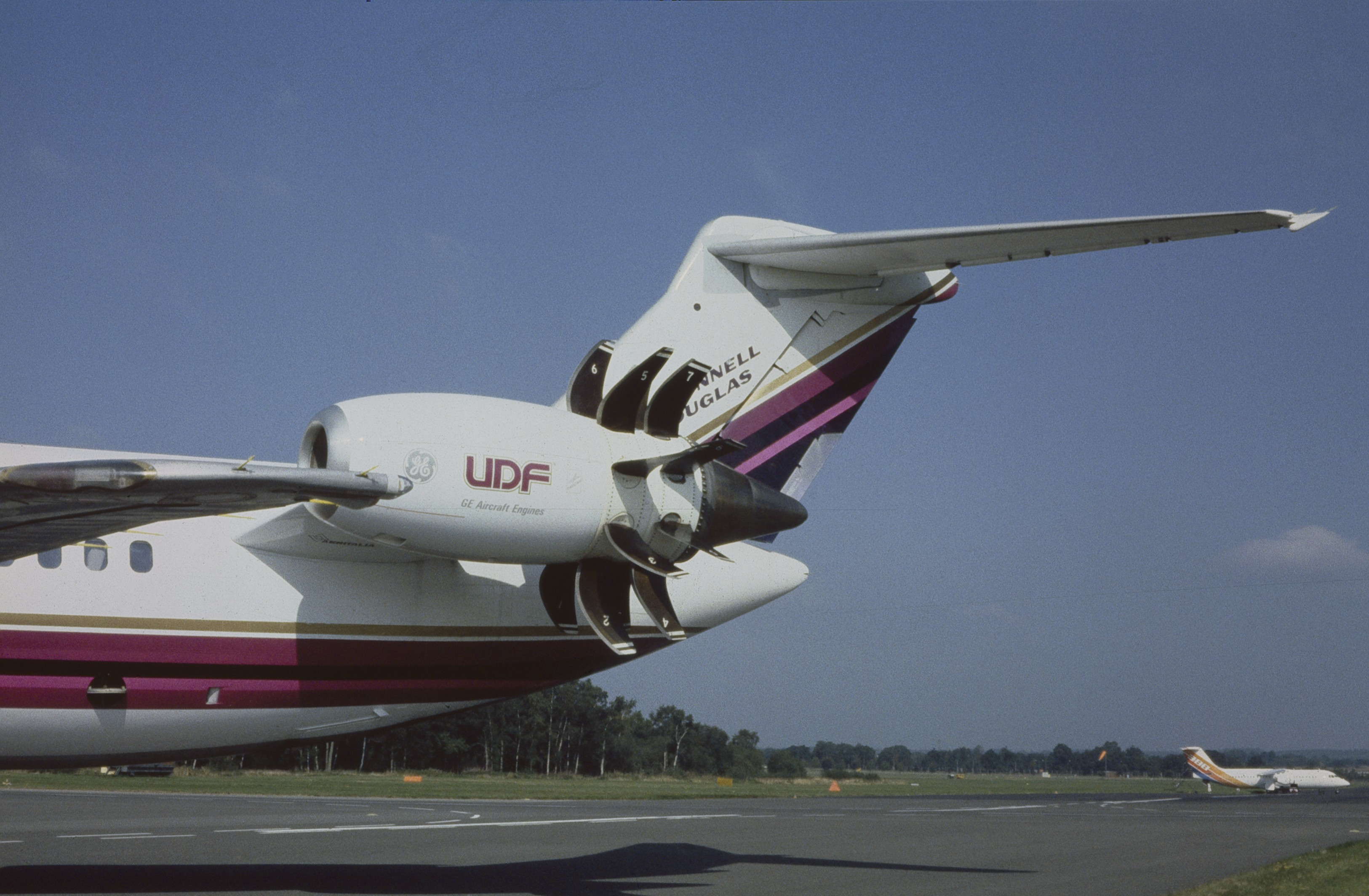
Um McDonnell Douglas MD-81 utilizado como plataforma de teste, com um motor propfan experimental General Electric GE36

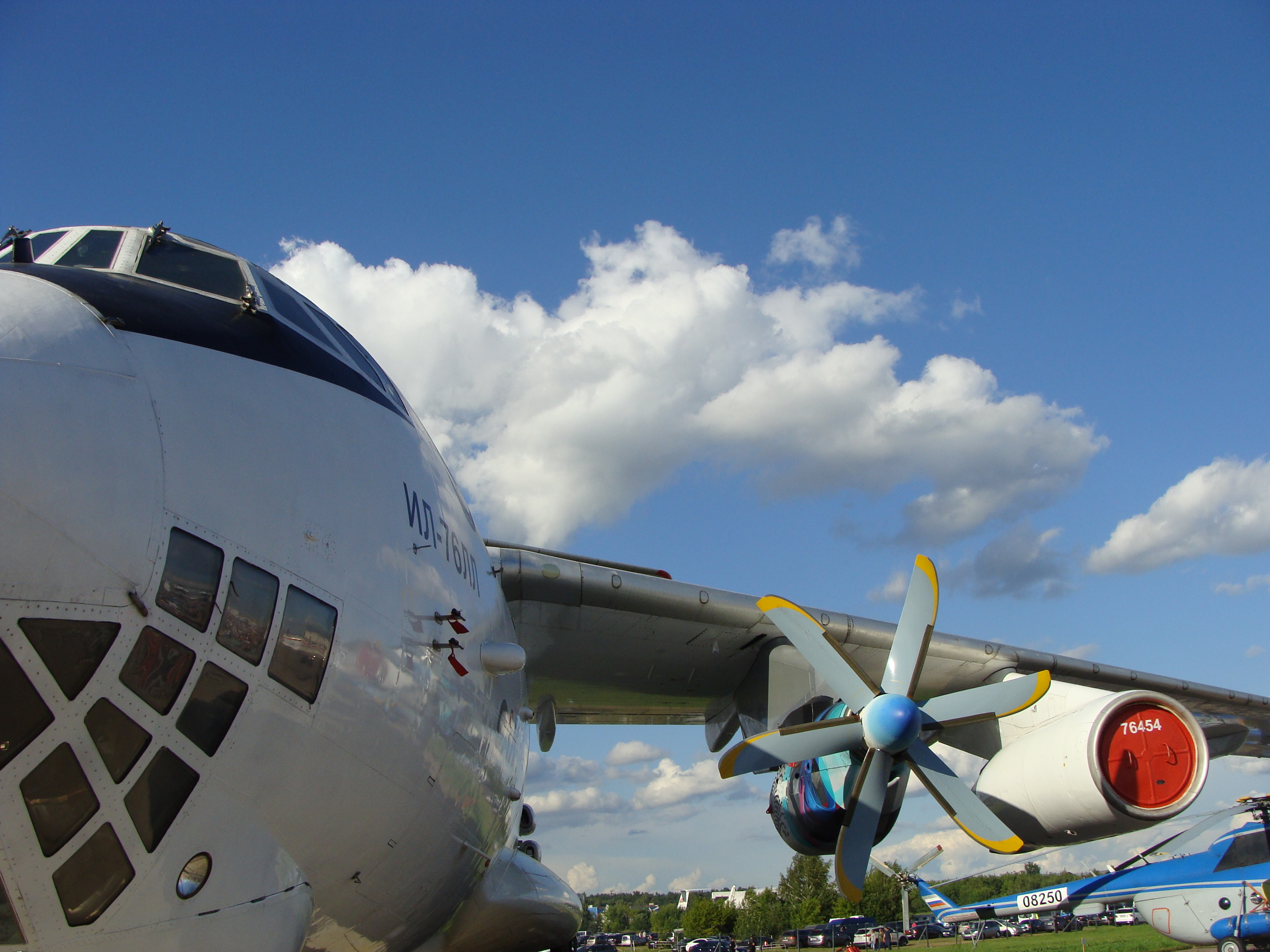
Ilyushin Il-76LL com um motor turboélice experimental Isotov TV7-117ST.

No desenvolvimento de novos motores de aeronaves, estes são montados em uma aeronave preparada para testes em voo, antes da certificação. Para esta preparação em geral é necessário, entre outras alterações, ocorrer modificações na fiação elétrica da instrumentação e equipamentos, modificações no sistema de combustível e tubulações hidráulicas, bem como reforços e modificações estruturais nas asas. Os fabricantes de motores e equipamentos GE Aviation,   Rolls-Royce, AlliedSignal, Honeywell Aerospace e Pratt & Whitney utilizam aeronaves da Boeing como plataformas de teste em voo.